# Luchtfilterinstallatie
Een luchtfilterinstallatie is een installatie waarin vervuilde lucht door een luchtfilter wordt gevoerd en waarbij de vervuiling (bijvoorbeeld houtstof) uit de installatie gehaald wordt.

## Kettingfilter
Een kettingfilter is een grote kast, waar afzuigkanalen naartoe lopen en luchtretourkanalen vandaan komen. Door de afzuigkanalen stroomt vervuilde lucht van de bewerkingsmachines naar de filterinstallatie. Via de luchtretourkanalen stroomt de gefilterde lucht weer terug naar de productiehal. In de installatie zijn schone lucht ventilatoren ingebouwd die de lucht via afzuigkanalen door de filters aanzuigen en in de luchtretourkanalen blazen. In de installatie zijn de filterslangen verticaal gemonteerd. De bovenkant is gesloten en de onderkant is open, de vuile lucht zone bevindt zich in en onder de filterslangen. Om en boven de slangen bevindt zich de schone lucht zone. Deze twee zones zijn van elkaar gescheiden door middel van een filterplaat met sparingen waarop de filterslangen zijn gemonteerd. De filterslangen zijn aan de bovenzijde bevestigd aan een frame. Dit frame is uitgevoerd met een geveerde ophanging en is voorzien van een trilmotor. Zodra de installatie wordt uitgeschakeld treden de trilmotoren in werking. Hierdoor wordt het afval uit de filterslangen geklopt. Onder in de vuile-luchtzone bevindt zich aan de lange zijden een ketting met meenemers die over de bodem van de installatie vegen en er zo voor zorgen dat de restmaterialen naar een cellenradsluis worden getransporteerd. Via deze sluis wordt het materiaal pneumatisch afgevoerd naar een container. De afzuigventilatoren worden automatisch aan en uit geschakeld op basis van onderdrukmeting, afhankelijk van de capaciteitsbehoefte.

### Andere luchtfilterinstallaties
- Torenfilter
- Doorblaasfilter
- Filter met transportschroef
- Filter met opvangbakken
- Filter met brikettenpers of containerpers

## Ventilatoropstelling

### Conventioneel
Bij een conventionele luchtfilterinstallatie wordt de vervuilde lucht aan te toevoerzijde door een ventilator aangezogen en vervolgens door de filterinstallatie geblazen. Bij deze opstelling gaat de vuile lucht door de installatie en staat de installatie onder overdruk.

### Hoog rendement
Het principe van het filter met hoog rendement, ook wel onderdrukfilter genoemd, is precies omgekeerd aan dat van het conventionele overdruksysteem. Het af te zuigen materiaal komt niet langer door de ventilator maar wordt eerst gefilterd. Het grote voordeel hiervan is dat er gebruikgemaakt kan worden van schone luchtventilatoren. Het rendement van deze ventilatoren is maximaal 30% hoger. Dit vertaalt zich direct in een vergelijkbare energiebesparing.
Een van de belangrijke uitgangspunten bij het onderdruksysteem is dan ook energiebesparing. Deze energiebesparing wordt op een aantal manieren verkregen:
1. Door een lager geïnstalleerd vermogen, dit komt door de toepassing van schone luchtventilatoren met een hoog rendement van circa 80%.
2. Doordat ventilatoren niet rechtstreeks aan af te zuigen machines gekoppeld zijn, is er geen overcapaciteit geïnstalleerd die niet benut kan worden. Dit is vooral belangrijk bij systemen met meerdere machines.
3. Door cascade-opstelling t/m 28 ventilatoren.

Naast energiebesparing betekent dit ook een grote flexibiliteit, in de toekomst kunnen bij wijzigingen in de werkplaats nieuwe machines rechtstreeks op de filterinstallatie worden aangesloten, zonder dat er rekening gehouden moet worden met bestaande afzuigventilatoren of leidingdiameters. Tevens geeft een onderdruksysteem een hogere bedrijfszekerheid door gebruik te maken van (meerdere) schone lucht ventilatoren. Dit betekent minder slijtage en storing bij ventilatoren en dus geen stilstand in de machinale werkplaats. Ook valt een onderdruksysteem in een gunstigere klasse ten opzichte van het overdruksysteem als het gaat om explosieveiligheid. Dit kan een belangrijk aspect zijn voor de brandweer en de verzekeringsmaatschappij.